# Aniscope
Aniscope var ett tidigt experimentellt datoranimeringssystem skapat kring 1980 av den kanadensiska filmproducenten Wayne Sterloff och företaget Aniscope Images Inc.
Aniscope utgick ifrån filmmaterial av riktiga skådespelare, som var överdrivet sminkade och filmades på scener belysta med starka lampor i olika färger, bland utsågade kulisser och rekvisita. Filmen kördes sedan genom en projektorliknande kamera som kallades Aniscope. Sedan kunde man manipulera färgseparation och kontrast hos de individuella filmrutorna. Slutligen projicerades filmen genom en färgkopieringsmaskin som överförde bilderna till papper. Tekniken var mer automatiserad, använde datorer och var mycket billigare att producera än vanlig animerad film skapad med Rotoskopi.
Med hjälp av Aniscope gjorde Sterloff, tillsammans med sin kanadensiska kollega Neil Wedman, den cirka 20 minuter långa kortfilmen Buzz Wray and His Telephone som bland annat vann pris på Chicago Film Festival. De förberedde även att med denna teknik skapa långfilmen Mars Needs Helen, men den släpptes aldrig. Det kom dock ut en trailer. Tekniken blev aldrig etablerad och Sterloff gick vidare och blev chef för MTV Canada.